# Liam Messam
Liam Justin Messam (25 de março de 1984) é um jogador de rugby neozelandês, que joga na posição de forward.

## Carreira
Liam Messam integrou o elenco da Seleção de Rugby Union da Nova Zelândia campeão na Copa do Mundo de Rugby Union de 2015. Ele foi reserva do time de sevens nas Olimpíadas de 2016.